# مارك ستيوارت
مارك ستيوارت (بالإنجليزية: Mark Stuart)‏ (15 ديسمبر 1966 بهامرسميث في المملكة المتحدة - ) هو لاعب كرة قدم بريطاني في مركز الوسط. لعب مع إيبسويتش تاون وبرادفورد سيتي وتشارلتون أثلتيك ونادي بليموث أرجايل ونادي تشيسترفيلد ونادي روتشديل ونادي ساوثبورت وهدرسفيلد تاون ونادي ستاليبريدج سيلتيك ونادي جيزيلي ‏.

## وصلات خارجية
- مارك ستيوارت على موقع قاعدة بيانات كرة القدم.إي يو (الإنجليزية)
- مارك ستيوارت على موقع Soccerbase.com (لاعب) (الإنجليزية)